# Olszyna
Olszyna (tyska: Mittel Langenöls eller Langenöls) är en stad i distriktet Powiat lubański i Nedre Schlesiens vojvodskap i sydvästra Polen. Orten är säte för en stads- och landskommun och fick stadsrättigheter 2005. I juni 2014 hade kommunen 6 631 invånare, varav 4472 i tätorten.

## Geografi
Orten ligger vid det mindre vattendraget Olszówka, ungefär nio kilometer sydöst om Lubań och 116 kilometer väst om regionhuvudstaden Wrocław. Avståndet till den tyska gränsen vid Görlitz är omkring 35 kilometer och avståndet till den tjeckiska gränsövergången vid Miłoszów är omkring 15 kilometer.

## Historia
Orten omnämns första gången under mitten av 1200-talet, då som "Olsna", en by i hertigdömet Legnica, från 1274 del av hertigdömet Jawor. Tyska bosättare slog sig ned i regionen och bedrev svedjebruk vid denna tid; det är inte känt om en slavisk bosättning tidigare existerat på platsen. Ortens gods var i adelssläkten Uechtritz ägo från medeltiden fram till mitten av 1700-talet.
Redan under 1300-talet omnämns väveriverksamhet på platsen, vilket gör ortens textilindustri till en av Schlesiens äldsta. Efter att hertigen Bolko II "den lille" och hans hustru Agnes av Habsburg avlidit 1368 respektive 1392 kom området därefter att tillfalla Kungariket Böhmen. Orten drabbades av omfattande förstörelse under hussiterkrigen 1426 och 1431. 1523 infördes den lutherska reformationen i orten.
Trettioåriga kriget ledde till omfattande förstörelse och sjunkande befolkning, särskilt under en pestepidemi 1629. 1654 förbjöds protestantiska gudstjänster i samband med motreformationen i Schlesien. 1707 kom dock ortens protestanter att återfå tillståndet att hålla gudstjänster genom fördraget i Altranstädt. Efter Österrikiska tronföljdskriget 1742, då Schlesien till större delen blev del av Preussen, fick orten en ny evangelisk kyrka och skola under Fredrik II:s regering.
Under andra världskrigets slutfas utkämpades strider omkring orten. Langenöls avträddes i enlighet med Potsdamöverenskommelsen till Polen efter krigsslutet 1945, då den ligger öster om den beslutade Oder-Neisselinjen. Ortens tyskspråkiga befolkning fördrevs därefter av de polska myndigheterna och kom under följande decennier att ersättas av inflyttade flyktingar från de tidigare polska områdena öster om Curzonlinjen samt av nybyggare från centrala Polen.